# Quiacaua
Quiacaua är ett släkte av skalbaggar. Quiacaua ingår i familjen långhorningar.
Kladogram enligt Catalogue of Life:
| Quiacaua | \| \| Quiacaua abacta \| \| \| \| \| \| Quiacaua taguaiba \| \| \| \| |
|          | \| \| Quiacaua abacta \| \| \| \| \| \| Quiacaua taguaiba \| \| \| \| |
|          | Quiacaua abacta                                                       |
|          |                                                                       |
|          | Quiacaua taguaiba                                                     |
|          |                                                                       |